# Lohan Holiday
Lohan Holiday es el álbum navideño lanzado por Aliana Lohan, la hermana menor de Lindsay Lohan, lanzado en EE. UU. el 10 de octubre de 2006. 
El álbum tiene las apariciones de su hermana mayor Lindsay, su madre Dina Lohan y la artista cristiana Amy Grant.

## Lista de canciones
1. Christmas Day (Chris Christian) - 2:55
2. I Like Christmas (Brandi Nelson; Keith Nelson) - 3:32
3. Winter Wonderland (Felix Bernard and Richard B. Smith)
4. Christmas Magic (Chris Christian; Nigel George) - 3:59
5. Jingle Bells (James Lord Pierpont) - 3:29
6. Groove of Christmas (Chris Christian; Nigel George) - 3:22
7. Lohan Holiday (Chris Christian; Keith Nelson; Nigel George) - 2:53
8. Deck The Halls (John Parry Dall) - 4:29
9. Silent Night (Franz Xaver Gruber; Joseph Mohr) - 4:05
10. Santa's Reindeer Ride (Chris Christian) - 2:31
11. We Wish You a Merry Christmas (tradicional) - 2:13
12. I Like Christmas (Remix) (Brenda Nelson; Keith Nelson) - 5:31
13. Rockin' Around the Christmas Tree (Bonus Track - Selected Stores Only) (Johnny Marks) - 3:20
14. Groove of Christmas (Remix) (Bonus Track - Selected Stores Only) (Chris Christian; Nigel George) - 3:33
15. My Grown Up Christmas List (Wal-Mart Exclusive Track) (David Foster)

## Sencillos lanzados
- Rockin' Around the Chrsimas Tree/Christmas Magic (octubre de 2006)
- I like Chrismas (noviembre de 2006)
- Lohan Holiday (diciembre de 2006)

## Créditos
- Brad Adcock - Engineer, Mixing
- Christopher Flynn - Graphic Design
- Alex Ham - Photography (Cover & Beach photos)
- Jacob Capricciuolo - Art Direction
- Chris Christian - Guitar, Arranger, Guitar (Electric), Producer, Remixing, Art Direction, *Mixing, Instrumentation, Musician
- Nathan East - Musician
- Shannon Forrest - Drums, Musician
- Paul Franklin - Guitar (Steel), Musician
- Nigel George - Arranger, Musician
- Amy Grant -Vocals, Guest Appearance
- Ken Jones - Photography
- Mike Land Assistant Engineer
- Dina Lohan - Vocals (bckgr), Executive Producer, Readings
- Larrie Londin - Drums
- Bobby Ogdin - Keyboards
- Savannah Smith - Vocals (bckgr)
- Michael Hart Thompson -Guitar, Guitar (Electric), Musician
- Biff Watson - Guitar

- Datos: Q3279926